# João Hernani Rosa Barros
Manucho Barros, właśc. João Hernani Rosa Barros (ur. 19 kwietnia 1986) – piłkarz angolski grający na pozycji napastnika.

## Kariera klubowa
Karierę piłkarską Manucho Barros rozpoczął w klubie Petro Atlético ze stolicy Angoli Luandy. W 2005 roku zadebiutował w jego barwach w pierwszej lidze angolskiej. W klubie tym grał do końca roku, a na początku 2006 roku odszedł do Progresso Sambizanga z Luandy.
W latach 2007–2009 Manucho Barros grał w Santosie. Zdobył z nim Puchar Angoli w 2008 roku oraz Superpuchar Angoli w 2009 roku.
W 2010 roku Manucho Barros przeszedł do Interclube z Luandy. W 2010 roku wywalczył z Interclube mistrzostwo Angoli, a w 2011 roku zdobył Puchar Angoli. W 2014 roku został zawodnikiem Progresso Sambizanga, z którego odszedł w 2015 roku.

## Kariera reprezentacyjna
W reprezentacji Angoli Manucho Barros zadebiutował w 2010 roku. W 2012 roku został powołany do kadry na Puchar Narodów Afryki 2012.